# Qualification au Championnat d'Europe masculin de basket-ball 2009
Les qualifications pour le Championnat d'Europe de basket-ball 2009 se sont déroulées d'août 2008 à août 2009. Le championnat d'Europe aura lieu du 7 au 20 septembre 2009 en Pologne.

## Pays qualifiés
Pays organisateur
- Pologne  :

Sept premiers de l'Euro 2007
- Russie
- Espagne
- Lituanie
- Grèce
- Allemagne
- Croatie
- Slovénie

Huit qualifiés via poules de qualifications
- Serbie
- Bulgarie
- Macédoine
- Lettonie
- Turquie
- Grande-Bretagne
- Israël
- France (vainqueur d'un tournoi de repêchage entre les six meilleures équipes non qualifiées)

### Les groupes de qualifications
Le tirage au sort a eu lieu le 16 février 2008 à Venise.
| Groupe A | Groupe B  | Groupe C | Groupe D           |
| -------- | --------- | -------- | ------------------ |
| Italie   | Portugal  | France   | Israël             |
| Serbie   | Lettonie  | Turquie  | République tchèque |
| Bulgarie | Estonie   | Ukraine  | Bosnie-Herzégovine |
| Hongrie  | Macédoine | Belgique | Grande-Bretagne    |
| Finlande |           |          |                    |

### Format
- 4 places pour les équipes terminant premières de leur poule respective;
- 3 places pour les 3 meilleures équipes classées deuxièmes de leur poule;
- 1 place pour le vainqueur d'un tournoi regroupant les 6 meilleures équipes non encore qualifiées.
- les quatre moins bonnes équipes disputent un tournoi. Les deux dernières sont reléguées dans le championnat d'Europe B.

### Résultats des groupes de qualifications
| Groupe A |          |     |   |   |     |     |      |
|          | Équipe   | Pts | G | P | PP  | PC  | Diff |
| 1        | Serbie   | 15  | 7 | 1 | 663 | 524 | +139 |
| 2        | Bulgarie | 12  | 4 | 4 | 670 | 639 | +31  |
| 3        | Italie   | 12  | 4 | 4 | 574 | 590 | -16  |
| 4        | Finlande | 11  | 3 | 5 | 613 | 655 | -42  |
| 5        | Hongrie  | 10  | 2 | 6 | 552 | 664 | -112 |

| 20 août 2008      | Italie   | 64-78  | Serbie   |  |
| 20 août 2008      | Bulgarie | 89-71  | Hongrie  |  |
| 23 août 2008      | Finlande | 68-90  | Bulgarie |  |
| 23 août 2008      | Hongrie  | 68-64  | Italie   |  |
| 27 août 2008      | Serbie   | 94-60  | Hongrie  |  |
| 27 août 2008      | Italie   | 88-80  | Finlande |  |
| 30 août 2008      | Bulgarie | 81-80  | Italie   |  |
| 30 août 2008      | Finlande | 80-77  | Serbie   |  |
| 3 septembre 2008  | Hongrie  | 64-79  | Finlande |  |
| 3 septembre 2008  | Serbie   | 74-64  | Bulgarie |  |
| 6 septembre 2008  | Serbie   | 72-52  | Italie   |  |
| 6 septembre 2008  | Hongrie  | 87-86  | Bulgarie |  |
| 10 septembre 2008 | Bulgarie | 102-90 | Finlande |  |
| 10 septembre 2008 | Italie   | 75-68  | Hongrie  |  |
| 13 septembre 2008 | Hongrie  | 61-89  | Serbie   |  |
| 13 septembre 2008 | Finlande | 62-69  | Italie   |  |
| 17 septembre 2008 | Italie   | 82-81  | Bulgarie |  |
| 17 septembre 2008 | Serbie   | 92-66  | Finlande |  |
| 20 septembre 2008 | Finlande | 88–73  | Hongrie  |  |
| 20 septembre 2008 | Bulgarie | 77–87  | Serbie   |  |

| Groupe B |           |     |   |   |     |     |      |
|          | Équipe    | Pts | G | P | PP  | PC  | Diff |
| 1        | Macédoine | 10  | 4 | 2 | 495 | 443 | +52  |
| 2        | Lettonie  | 10  | 4 | 2 | 492 | 446 | +46  |
| 3        | Portugal  | 9   | 3 | 3 | 395 | 460 | -65  |
| 4        | Estonie   | 7   | 1 | 5 | 434 | 467 | -33  |

| 3 septembre 2008  | Lettonie  | 83-82 | Macédoine |  |
| 3 septembre 2008  | Portugal  | 70-79 | Estonie   |  |
| 6 septembre 2008  | Estonie   | 81-88 | Lettonie  |  |
| 6 septembre 2008  | Macédoine | 85-48 | Portugal  |  |
| 10 septembre 2008 | Lettonie  | 79-43 | Portugal  |  |
| 10 septembre 2008 | Estonie   | 78-90 | Macédoine |  |
| 13 septembre 2008 | Macédoine | 80-78 | Lettonie  |  |
| 13 septembre 2008 | Estonie   | 54-60 | Portugal  |  |
| 17 septembre 2008 | Lettonie  | 72–67 | Estonie   |  |
| 17 septembre 2008 | Portugal  | 81–71 | Macédoine |  |
| 20 septembre 2008 | Portugal  | 93–92 | Lettonie  |  |
| 20 septembre 2008 | Macédoine | 87–75 | Estonie   |  |

| Groupe C |          |     |   |   |     |     |      |
|          | Équipe   | Pts | G | P | PP  | PC  | Diff |
| 1        | Turquie  | 12  | 6 | 0 | 487 | 407 | +80  |
| 2        | France   | 9   | 3 | 3 | 460 | 446 | +14  |
| 3        | Belgique | 8   | 2 | 4 | 403 | 430 | -27  |
| 4        | Ukraine  | 7   | 1 | 5 | 417 | 484 | -67  |

| 3 septembre 2008  | France   | 82-63 | Belgique |  |
| 3 septembre 2008  | Turquie  | 86-73 | Ukraine  |  |
| 6 septembre 2008  | Ukraine  | 78-77 | France   |  |
| 6 septembre 2008  | Belgique | 63-78 | Turquie  |  |
| 10 septembre 2008 | Turquie  | 77-65 | France   |  |
| 10 septembre 2008 | Belgique | 72-61 | Ukraine  |  |
| 13 septembre 2008 | Belgique | 65-71 | France   |  |
| 13 septembre 2008 | Ukraine  | 64-86 | Turquie  |  |
| 17 septembre 2008 | France   | 87-83 | Ukraine  |  |
| 17 septembre 2008 | Turquie  | 80-64 | Belgique |  |
| 20 septembre 2008 | France   | 78–80 | Turquie  |  |
| 20 septembre 2008 | Ukraine  | 58–76 | Belgique |  |

| Groupe D |                    |     |   |   |     |     |      |
|          | Équipe             | Pts | G | P | PP  | PC  | Diff |
| 1        | Grande-Bretagne    | 10  | 4 | 2 | 504 | 482 | +22  |
| 2        | Israël             | 9   | 3 | 3 | 515 | 491 | +24  |
| 3        | Bosnie-Herzégovine | 9   | 3 | 3 | 465 | 470 | -5   |
| 4        | République tchèque | 8   | 2 | 4 | 432 | 473 | -41  |

| 3 septembre 2008  | République tchèque | 70-56  | Bosnie-Herzégovine |  |
| 3 septembre 2008  | Israël             | 102-92 | Grande-Bretagne    |  |
| 6 septembre 2008  | Grande-Bretagne    | 87-68  | République tchèque |  |
| 6 septembre 2008  | Bosnie-Herzégovine | 77-71  | Israël             |  |
| 10 septembre 2008 | République tchèque | 91-70  | Israël             |  |
| 10 septembre 2008 | Grande-Bretagne    | 82-74  | Bosnie-Herzégovine |  |
| 13 septembre 2008 | Bosnie-Herzégovine | 95-79  | République tchèque |  |
| 13 septembre 2008 | Grande-Bretagne    | 96-86  | Israël             |  |
| 17 septembre 2008 | République tchèque | 63–67  | Grande-Bretagne    |  |
| 17 septembre 2008 | Israël             | 88–74  | Bosnie-Herzégovine |  |
| 20 septembre 2008 | Israël             | 98–61  | République tchèque |  |
| 20 septembre 2008 | Bosnie-Herzégovine | 89–80  | Grande-Bretagne    |  |

### Résultats des repêchages (5-30 août 2009)
Les six meilleures équipes non qualifiées sont réparties en 2 poules de 3 équipes (avec une tête de série). Les 2 équipes finissant première de leur poule se rencontreront en finale pour déterminer le dernier qualifié pour l'Euro. Le tirage au sort s'est déroulé le 8 novembre 2008 à Varsovie.
- Groupe A :
  -  Bosnie-Herzégovine (tête de série)
  -  Belgique
  -  Portugal
- Groupe B :
  -  France (tête de série)
  -  Finlande
  -  Italie

| Groupe A |                    |     |   |   |     |     |      |
|          | Équipe             | Pts | G | P | PP  | PC  | Diff |
| 1        | Belgique           | 6   | 3 | 1 | 303 | 277 | +26  |
| 2        | Bosnie-Herzégovine | 6   | 3 | 1 | 296 | 296 | 0    |
| 3        | Portugal           | 0   | 0 | 4 | 233 | 259 | -26  |

| 5 août 2009  | Portugal           | 56-62  | Bosnie-Herzégovine |  |
| 8 août 2009  | Bosnie-Herzégovine | 82-72  | Belgique           |  |
| 11 août 2009 | Belgique           | 64-58  | Portugal           |  |
| 14 août 2009 | Bosnie-Herzégovine | 73-61  | Portugal           |  |
| 17 août 2009 | Belgique           | 102-79 | Bosnie-Herzégovine |  |
| 20 août 2009 | Portugal           | 58-60  | Belgique           |  |

| Groupe B |          |     |   |   |     |     |      |
|          | Équipe   | Pts | G | P | PP  | PC  | Diff |
| 1        | France   | 6   | 3 | 1 | 316 | 287 | +29  |
| 2        | Finlande | 4   | 2 | 2 | 319 | 321 | -2   |
| 3        | Italie   | 2   | 1 | 3 | 304 | 331 | -27  |

| 5 août 2009  | Italie   | 77-80ap | France   |  |
| 8 août 2009  | France   | 82-72   | Finlande |  |
| 11 août 2009 | Finlande | 75-77   | Italie   |  |
| 14 août 2009 | France   | 81-61   | Italie   |  |
| 17 août 2009 | Finlande | 77-73   | France   |  |
| 20 août 2009 | Italie   | 89-95   | Finlande |  |

En raison d'une différence de points légèrement supérieure, la France jouera le match retour à domicile.
Finale aller (27 août 2009) à Anvers :  Belgique- France : 70-66
Finale retour (30 août 2009) à Pau :  France- Belgique : 92-54
 France qualifiée

## Poule de relégation
| Groupe C (relégation) |                    |     |   |   |     |     |      |
|                       | Équipe             | Pts | G | P | PP  | PC  | Diff |
| 1                     | Hongrie            | 10  | 4 | 2 | 435 | 394 | +41  |
| 2                     | Ukraine            | 10  | 4 | 2 | 436 | 437 | -1   |
| 3                     | République tchèque | 9   | 3 | 3 | 412 | 404 | +8   |
| 4                     | Estonie            | 7   | 1 | 5 | 383 | 431 | -48  |

La Hongrie et l'Ukraine se maintiennent en Division A du championnat d'Europe. L'Estonie et la République tchèque sont reléguées en Division B.